# Bas-Caraquet
Bas-Caraquet é uma vila canadense localizada no condado de Gloucester, New Brunswick. Está situada na Península de Acadia, na margem da Baía de Chaleurs. Sua população é de 1.380 habitantes, segundo o censo canadense de 2011.